# Pedro Sainz de Andino
Pedro Sáinz de Andino (Alcalá de los Gazules, Cádiz, 1786 - Madrid, 1863) fue un jurista español autor del Código de Comercio de España de 1829. 

## Biografía
Se educó en el Seminario Conciliar de San Bartolomé en Cádiz, y fue ordenado sacerdote. Se gradó de bachiller de Leyes y luego se doctoró, ocupando la cátedra de Partidas de la Universidad de Sevilla, en la que luego fue claustral.
Durante la Guerra de la Independencia no apoyó a Lista para crear un ejército patriota, mostrando Sainz de Andino una ideología afrancesada. 
Ejerció el cargo de promotor fiscal en las localidades de Tarrasa (Barcelona) y Tortosa (Tarragona). Fue secretario de la comisión para la redacción del Código de Comercio, presidida por Bruno Vallarino, redactando de manera paralela su propia versión, la que promovió a través de Luis López Ballesteros, ministro de Hacienda, y que finalmente fue promultaga en 1829, en sustitución del texto de la comisión. También una ley de enjuiciamiento criminal, sancionada en 1830. A esta época pertenecen obras como "Elementos de elocuencia forense" y "De los ministros sobre el curso que debe darse al juicio de purificaciones".
A él también se debe el "Reglamento del Banco Español de San Fernando" y la "Ley de Bolsas". Sáinz de Andino ocupó varios cargos públicos, siendo presidente de la Comisión Revisora de Leyes y Reglamentos, ministro del Consejo y Cámara de Castilla y agregado permanente del Ministerio de Hacienda.
| Antecesor: Justo José Banquerí | Académico de la Real Academia de la Historia Medalla 14 1848 - 1863 | Sucesor: Fernando de Castro y Pajares |